# Rugby Club Béja
Le Rugby Club Béja est un club tunisien de rugby à XV basé à Béja. Fondé en 1969, le club évolue dans le championnat de Tunisie de première division.
En 2020, malgré une défaite lors de la finale du championnat (13-16) face à l'Avenir sportif de Jemmal, le club remporte le premier titre de son histoire à la suite d'une réserve technique.

## Palmarès
- Championnat de Tunisie de rugby à XV :
  - Vainqueur : 2020

1. ↑  Seuls les principaux titres en compétitions officielles sont indiqués ici.